# Ján Patrík

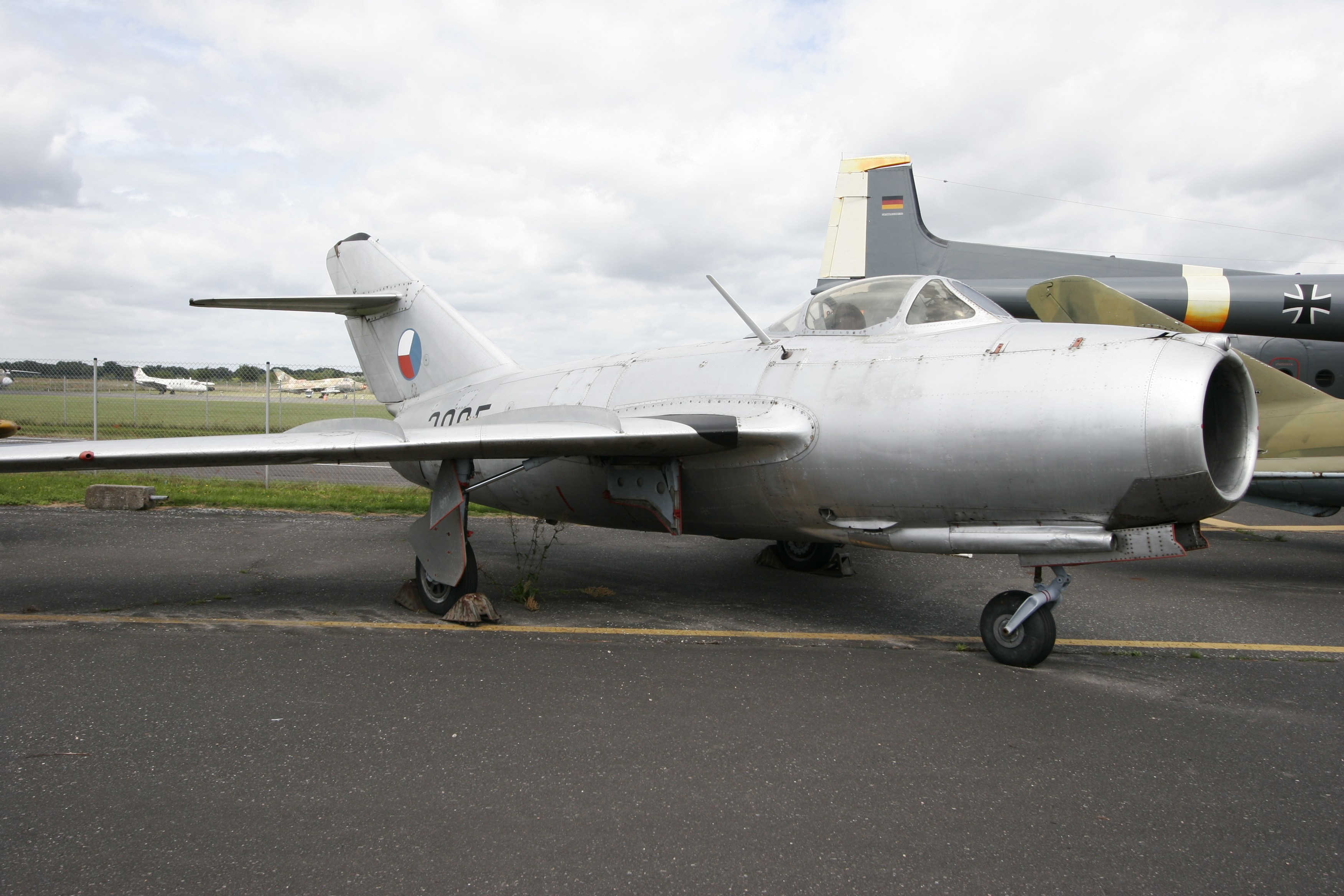
Proudové letadlo řady MiG (MiG 15)

Ján Patrík (19. června 1927 Sučany, Československo – 15. listopadu 2010 Martin, Slovensko) byl československý vojenský pilot.

## Život

### Soukromý život, mládí a studia
Narodil se do rodiny železničáře, měl pět sourozenců. Do základní školy chodil v Sučanech (okres Martin, SK). Po skončení navštěvoval Baťovu školu ve Svitě. Tady se věnoval i létání na větroních. V účasti na různých soutěžích získal tzv. Stříbrné "C". Tři předpoklady pro získání Stříbrného "C" jsou: vytrvalostní let v délce 5 hodin, let na vzdálenost 50 km a převýšení 1000 m.
Po ukončení studia na Baťově škole vstoupil v roce 1949 do čsl. armády. Tady vystudoval Vyšší letecké učiliště v Košicích, ukončil ho v roku 1951.

### Působení v Čechách
V Čechách se stal letcem, vypracoval se až na pilota nadzvukových letadel, v stíhacím leteckém pluku v Bechyni byl velitel přepadové letky. Jako jeden z prvních pilotů v Československu překročil rychlost zvuku. Patřil mezi průkopníky skupinové akrobacie nadzvukových letadel. Sestavil čtyřčlennou akrobatickou skupinu, se kterou, jako velitel roje vystupoval na různých akcích. Létal na proudových letadlech MiG 19 a MiG 21 jako velitel. Od roku 1959 do r. 1970 nalétal 2341 hodin a uskutečnil více jako pět tisíc startů.

### Působení v Sovětském svazu
V 50 letech byl komunistických režimem vyslán do Sovětského svazu. Tady absolvoval několik školení,  učil se  překonávat nadzvukovou rychlost. V Rusku se spřátelil s Jurijem Gagarinem, prvním kosmonautem ve vesmíru.

### Působení na Slovensku

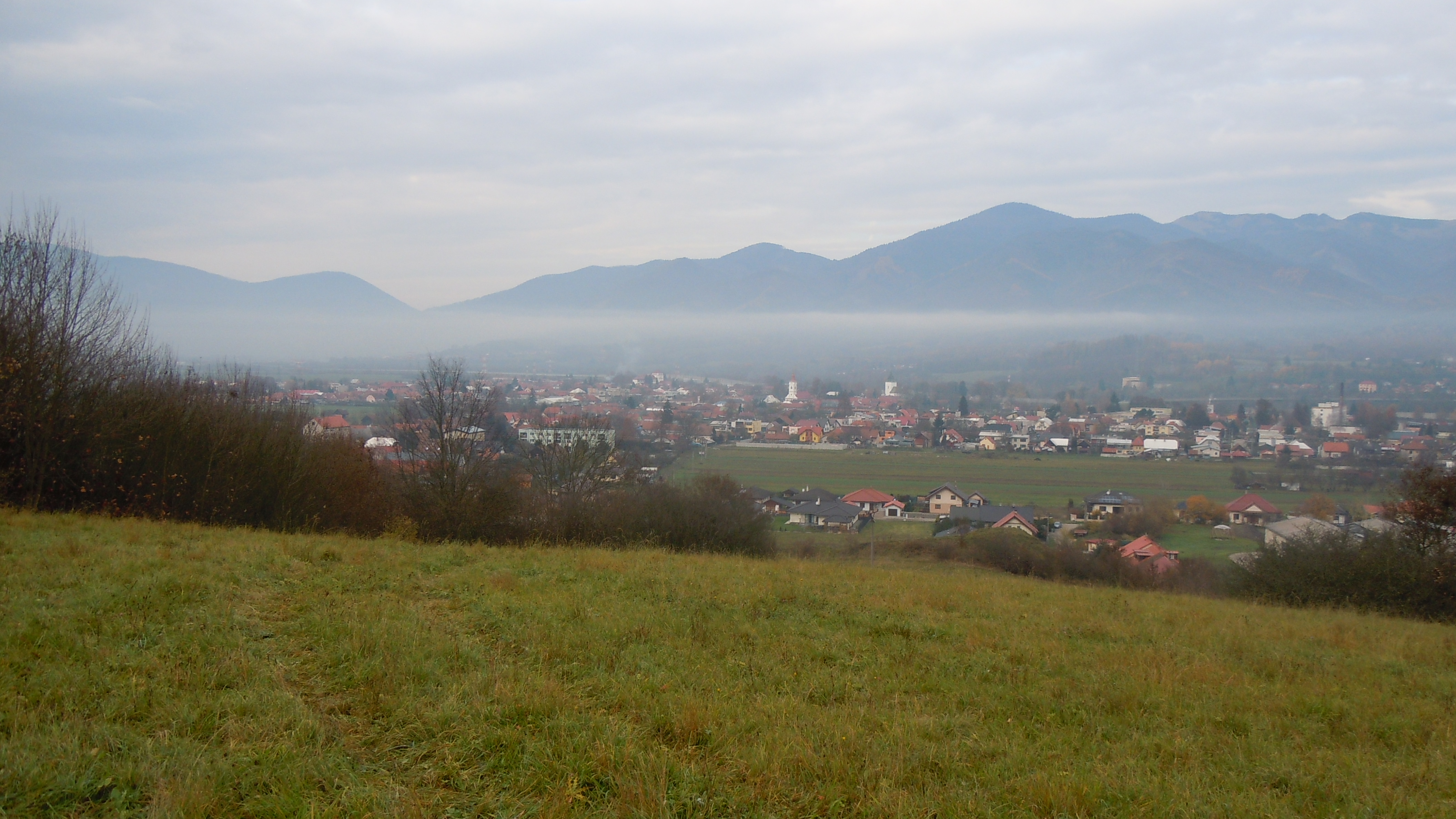
Sučany

V roku 1964 (20. výročí SNP) představila akrobatická skupina proudových letadel na Leteckém dni v Sliači pod vedením Jána Patríka akrobatické číslo, které se předtím nikomu nepodařilo bez nehody. Každé ze čtyřech nadzvukových letadel MiG19 udělalo oblouk na každou světovou stranu tak, aby se po ukončení oblouku opět potkali v protisměru. Na tento akrobatický kousek se přijel podívat Nikita Chruščov i president Antonín Novotný, kteří pilotům projevili uznání.
Výňatek z programu:
- (box čtyř MiG-19S ev.č. 0203, 0204, 0207 a 0214 od 9. stíhacího leteckého pluku z Bechyně pod vedením mjr. Patrika se vstřícnými vzlety. Záložní letouny byly zřejmě dva, jeden s ev.č. 0208.)

### Závěr života
Po politických prověrkách (za tzv. normalizace), byl za svoje politické názory (nesouhlasil se vstupem vojsk Varšavské smlouvy do ČSSR v roku 1968) vyhozen z armády a měl zákaz létání. Toto velmi těžce snášel. Rozhodl se s rodinou přestěhovat do Martina, blízko rodných Sučan. V Martině byl zaměstnán nejdříve v Komunálních službách a později v bývalém Bytovém podniku. Pracoval i v Teplárně. Vylepšil měření tepelné energie a úsporu tepla ve výměnících.
V roku 2011 získal Ján Patrík, plukovník v.v. a zasloužilý vojenský letec in memoriam Čestné občanství Sučan za propagaci a vzornou reprezentaci obce doma i v zahraničí.